# Salomon Hermann Mosenthal
Salomon Hermann Mosenthal (født 13. januar 1821 i Kassel, død 14. februar 1877 i Wien) var en tysk dramatisk forfatter.
Han studerede fra 1840 på den polytekniske anstalt i Karlsruhe, hvor han gjorde bekendtskab med Justinus Kerner og Gustav Schwab, som fandt talent i de Gedichte, han udgav 1845. I 1842 tog Mosenthal doktorgraden i Marburg og rejste til Wien, hvor han blev huslærer hos en indflydelsesrig bankier. Her begyndte han nu med held at skrive for scenen, og hans folkeskuespil Deborah (1849), gjorde hans navn bekendt over hele Tyskland. Han blev embedsmand i Kulturministeriet og udnævntes senere til dets bibliotekar, 1867 til regeringsråd. Han blev en meget frugtbar forfatter, men ikke meget samvittighedsfuld i behandlingen af sit stof. Blandt hans senere arbejder kan særlig fremhæves dramaet Ein deutsches Dichterleben (om Bürger), lystspillet Die deutschen Komödianten og folkeskuespillet Der Sonnenwendhof (oversat på dansk). Han bearbejdede Otto Ludwigs tragedie Die Makkabäer til operatekst for Anton Rubinstein. Hans Gesammelte Werke udkom i 6 bind (Stuttgart 1877-78).